# Tête à l'Anglais
Tête à l'Anglais est un îlet de Guadeloupe situé au nord de Basse-Terre. Il est rattaché administrativement à la commune de Sainte-Rose. Sa partie terrestre est incluse dans le noyau central du parc national de la Guadeloupe.

## Géographie
D'origine volcanique, d'une longueur de 150 m et ressemblant à un casque colonial anglais, cet îlet de 1,5 ha non accostable a servi de cible de tir à la Marine nationale à l'époque de la guerre des Antilles.

## Flore et faune
La flore de l'îlot est principalement composée de cactacées endémiques des Antilles : cactus-cierge (Pilosocereus royenii, raquettes volantes (Opuntia triacantha (en)). Une variété de figuier étrangleur (Ficus citrifolia) fait partie des rares arbres présents.
Le noddi brun et la sterne bariolée nichent dans les falaises tandis que les herbacées accueillent une importante colonie de sternes fuligineuses et la sterne de Dougall. L'îlet sert de dortoir pour les fous bruns et les frégates superbes. Comme son voisin, l'îlet à Kahouanne, Tête à l'Anglais abrite une espèce endémique d'anolis, l'Anolis kahouannensis.
Sur la partie immergée se trouve une caye garnie de coraux « corne d'élan ». Du côté sous le vent, un plateau vallonné est recouvert de cerveaux de Neptune et de coraux-fleurs. Outre les habituels poissons tropicaux, des langoustes et des bancs de harengs sont présents dans les récifs.